# Protei Regio
Protei Regio  è una caratteristica di albedo della superficie di Marte.